# Il ratto di Figaro
Il ratto di Figaro (nell'originale inglese: The Abduction of Figaro) è un'opera comica in forma di pasticcio di P. D. Q. Bach. L'opera, in realtà, è del compositore contemporaneo Peter Schickele, il quale volle creare una parodia dei pasticci (e delle loro trame improbabili) in voga nel XVIII secolo.
Il titolo della composizione deriva da due opere di Wolfgang Amadeus Mozart, parodiate all'interno della composizione: Il ratto dal serraglio e Le nozze di Figaro. Il ratto di Figaro, inoltre, contiene citazioni musicali tratte anche dal Così fan tutte e dal Don Giovanni.
Oltre a parodiare Mozart, la composizione include alcune citazioni di musica contemporanea.

## Trama
L'opera si apre nel palazzo del conte di Alma Mater (parodia del conte di Almaviva de Le nozze di Figaro), dove Figaro è sdraiato su un letto, in punto di morte, vegliato da sua moglie Susanna. Arriva Donna Donna, la quale, mentre conforta Susanna, cerca il libertino Donald Giovanni, il quale le ha fatto del male.
Poco dopo Donald Giovanni arriva, accompagnato dal suo fedele servitore Shlepporello, e Donna Donna gli chiede di scusarsi e di pentirsi per il male commesso. A questo punto compare Capitan Kadd (parodia del commendatore nell'opera Don Giovanni), il quale rapisce Figaro e scappa a bordo di una nave. La nave, tuttavia, affonda, e i protagonisti si trovano su un'isola sconosciuta, dove Capitan Kadd ritrova un'altra nave, contenente un tesoro che cercava da tempo. Shlepporello, però, si era già impossessato del tesoro.
Alla fine Shlepporello propone a Capitan Kadd uno scambio: il tesoro in cambio della liberazione di Figaro. La proposta viene accettata e l'opera si conclude.

## Struttura musicale
- Ouverture.

### Primo atto
Una città sulle coste della Spagna o dell'Italia.

#### Scena prima
Camera da letto di Figaro nel palazzo del conte di Alma Mater.
- Introduzione, "Found a peanut!"
- Recitativo e aria: "Ah, dear husband", "Stay with me".
- Recitativo: "Suzanna".
- Recitativo e aria: "Dog!", "Perfidy, thy name is Donald".
- Recitativo: "I am distraught".
- Quartetto: "Love is gone".

#### Scena seconda
Nel cortile del palazzo di Alma Mater.
- Recitativo: "Well, here we are".
- Aria: "Behold, fair maiden".
- Recitativo e duetto: "Just a moment", "Thy lofty tree".

#### Scena terza
Camera da letto di Figaro.
- Recitativo: "And here is my husband"
- Recitativo e aria: "Hold it!",  "My name is Captain Kadd".
- Recitativo: "Now that you've heard"
- Sestetto: "What a downer!"

#### Scena quarta
Nel cortile del palazzo di Alma Mater.
- Recitativo e aria: "Schlepporello!", "No man".

#### Scena quinta
Al porto.
- Recitativo: "What a strange turn of events".
- Quintetto e coro: "Ah, though we must part".
- Finale del primo atto.

### Secondo atto
Da qualche parte nell'impero turco.

#### Scena prima
Sulla spiaggia.
- Duetto: "God be praised".

#### Scena seconda
Davanti al palazzo del pascià.
- Aria: "Fish gotta swim".
- Coro: "Hey, make way".
- Danza.
- Recitativo: "Your immenseness".
- Duetto, coro e dialogo: "Who is the highest".
- Quartetto: "May I introduce”.

#### Scena terza
Nel cortile del palazzo del pascià.
- Dialogo e recitativo, aria e dialogo: "Why?", "Macho, macho".
- Cavatina e dialogo: "You can beat me".
- Finale del secondo atto.

### Atto terzo

#### Scena prima
In una foresta tropicale.
- Balletto.
- Trio e dialogo: "A magic forest".
- Duetto e dialogo: "I am a swineherd".
- Finale (parte prima) e dialogo.
- Aria e dialogo: "Why, oh why".
- Finale (parte seconda).